# جورج أندرسون (لاعب كريكت)
جورج أندرسون (بالإنجليزية: George Anderson)‏ (20 يناير 1826 في المملكة المتحدة - 27 نوفمبر 1902 في المملكة المتحدة) هو لاعب كريكت بريطاني (وحمل سابقاً جنسية المملكة المتحدة لبريطانيا العظمى وأيرلندا). لعب مع نادي مقاطعة يوركشاير للكريكت ‏.